# Escenas de la vida vulgar
Escenas de la vida vulgar, a vegades titulada Escenas de la vida conyugal va ser una sèrie de televisió emesa per Televisió Espanyola en 1958. Es tracta d'un dels primers espais de ficció emesos en la història de la televisió a Espanya.

## Arguments
Es tractava d'episodis autoconclusius sense continuïtat de trama o personatges. El fil conductor seria que els arguments giraven sempre entorn dels problemes que s'originen en la convivència familiar.

## Equip
Escrita per Antonio Farré de Calzadilla, dirigida per Rafael Martín González i amb realització de Pedro Amalio López, Alfredo Castellón i Vicente Llosá.